# Full Tilt Boogie
Full Tilt Boogie es  un documental dirigido por Sarah Kelly que narra la producción de la película de 1996 From Dusk till Dawn.
Incluye entrevistas extensas con el elenco y la producción que cubre una variedad de temas relacionados con la película. Esto incluye la Alianza Internacional de Empleados del Escenario Teatral en protesta por la condición de no-unión de la película.

## Elenco
- Robert Rodríguez
- Quentin Tarantino
- Lawrence Bender
- George Clooney
- Harvey Keitel
- Juliette Lewis
- Salma Hayek
- Fred Williamson
- Tom Savini
- Michael Parks
- Elizabeth Avellan
- Robert Kurtzman
- Gregory Nicotero

## Póster
Cuando llegó el momento de crear el póster de From Dusk till Dawn, Rodríguez, que cuenta con la aprobación final de todo el material y mercancía relacionado con sus películas,[cita requerida] encargó un diseño de uno de sus artistas favoritos, el artista de fantasía Frank Frazetta. La pieza no se utilizó a último momento, pero su influencia puede ser claramente vista[cita requerida] en el póster de Full Tilt Boogie. 